# Anhelina Brykina
Anhelina Pawliwna Brykina (ukrainisch Ангеліна Павлівна Брикіна; * 8. August 2004 in Iwano-Frankiwsk, Oblast Iwano-Frankiwsk) ist eine ukrainische Freestyle-Skierin. Sie ist auf die Disziplin Aerials (Springen) spezialisiert und gewann bei den Weltmeisterschaften 2025 die Mixed-Bronzemedaille.

## Biografie
Anhelina Brykina stammt aus Iwano-Frankiwsk in der Westukraine. Im Alter von sieben Jahren begann sie mit dem Trampolinturnen und wechselte später zum Freestyle-Skiing. Ihr Vater Pawel Brykin war Unteroffizier beim ukrainischen Heer und fiel am 6. August 2022 in der Oblast Mykolajiw im Gefecht mit einer russischen Sabotage- und Aufklärungstruppe.
Brikyna bestritt kurz nach ihrem 14. Geburtstag in Štíty ihr erstes FIS-Springen. Drei Monate danach gab sie in Ruka ihr Europacup-Debüt. Im April 2019 trat sie in Chiesa in Valmalenco erstmals bei Juniorenweltmeisterschaften an und belegte Platz zwölf. Dank ihrer ersten Europacup-Podestplätze klassierte sie sich 2020/21 erstmals als Dritte in der Aerials-Disziplinenwertung. Im folgenden Winter gelangen ihr in Raubitschy und Krasija ihre ersten beiden Siege, womit sie den dritten Rang in Aerials-Wertung verteidigen konnte. Im Rahmen ihrer zweiten Juniorenweltmeisterschaften wurde sie Sechste. Zwei Jahre später feierte sie in Airolo und Valmalenco zwei weitere Siege und entschied die Disziplinenwertung für sich. Bei den Juniorenweltmeisterschaften 2024 gewann sie sowohl im Einzel als auch im Mixed die Bronzemedaille.
Am 2. Dezember 2021 gab Brykina in Ruka ihr Debüt im Freestyle-Skiing-Weltcup. Ebendort qualifizierte sie sich im Jahr darauf erstmals für ein Finale und wurde Neunte. Bei ihren ersten Weltmeisterschaften in Bakuriani belegte sie Rang 15. In der Saison 2024/25 gelang ihr eine deutliche Leistungssteigerung und sie schaffte es mit je zwei vierten und fünften Rängen auf Platz sechs der Weltcup-Disziplinenwertung. Im Rahmen der Weltmeisterschaften im Engadin gewann sie an der Seite von Dmytro Kotowskyj und Oleksandr Okipnjuk die Silbermedaille im Mixed-Wettbewerb.

## Erfolge

### Weltmeisterschaften
- Bakuriani 2023: 15. Aerials
- Engadin 2025: 2. Aerials Mixed

### Weltcup
- 8 Platzierungen unter den besten zehn

### Weltcupwertungen
| Saison  | Aerials | Aerials |
| Saison  | Platz   | Punkte  |
| ------- | ------- | ------- |
| 2021/22 | 26.     | 50      |
| 2022/23 | 13.     | 108     |
| 2023/24 | 12.     | 149     |
| 2024/25 | 6.      | 258     |

### Europacup
- Saison 2020/21: 3. Aerials-Wertung
- Saison 2021/22: 3. Aerials-Wertung
- Saison 2023/24: 1. Aerials-Wertung
- 9 Podestplätze, davon 4 Siege:

| Datum           | Ort                  | Land    | Disziplin |
| --------------- | -------------------- | ------- | --------- |
| 27. Januar 2022 | Raubitschy           | Belarus | Aerials   |
| 4. Februar 2022 | Krasija              | Ukraine | Aerials   |
| 15. März 2024   | Airolo               | Schweiz | Aerials   |
| 22. März 2024   | Chiesa in Valmalenco | Italien | Aerials   |

### Juniorenweltmeisterschaften
- Chiesa in Valmalenco 2019: 12. Aerials
- Chiesa in Valmalenco 2022: 6. Aerials
- Chiesa in Valmalenco 2024: 3. Aerials, 3. Aerials Mixed